# Johnny Saint-Cyr
 (août 2016).
 (août 2016).
Si vous disposez d'ouvrages ou d'articles de référence ou si vous connaissez des sites web de qualité traitant du thème abordé ici, merci de compléter l'article en donnant les références utiles à sa vérifiabilité et en les liant à la section « Notes et références ».
Johnny St. Cyr est un guitariste et banjoïste américain, né en 1890 et décédé en 1966. Il est connu pour avoir été le premier banjoïste d'orchestre.

## Biographie

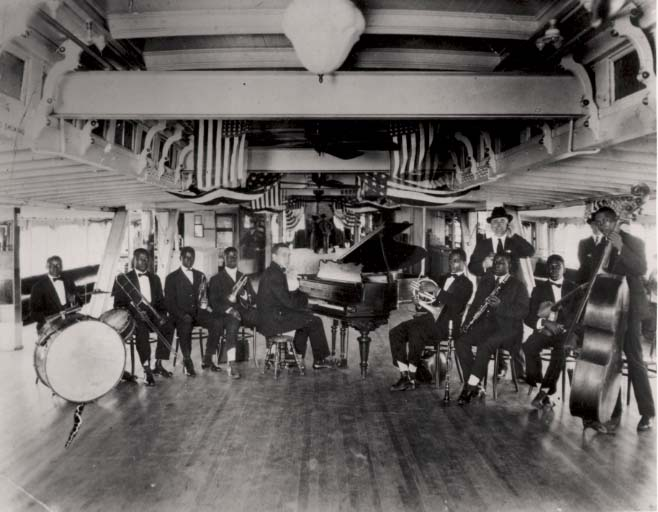
Orchestre de Fate Marable, vers 1918-1919 ; Johnny est l'avant-dernier à droite, au banjo.

Il a eu l'occasion de jouer avec les orchestres de la Nouvelle Orléans de Freddie Keppard, Papa Celestin, Kid Ory et Armand J. Piron avec lequel il est associé durant 5 ans. Vers 1909, il travaille avec l'orchestre de Martin Gabriel et le quitte pour rejoindre le Tuxedo Jazz Band de Kid Ory au sein duquel il reste jusqu'en 1916. Il joue avec l'orchestre de Fate Marable sur les bateaux à aubes, et celui d'Ed Allen.
Johnny St. Cyr était plâtrier et il abandonne la musique en 1921 pour retourner à son métier d'ouvrier (il pense d'ailleurs qu'un musicien doit être de condition ouvrière). Cependant, il continue à jouer dans des formations locales, comme avec Alphonse Picou ou Paul Barbarin. 
Il revient à la musique en 1923, en suivant les grandes migrations vers le nord et s'installe à Chicago. Il se produit alors avec l'orchestre de King Oliver, et participe aux enregistrements du Hot Five de Louis Armstrong avec Johnny Dodds, entre autres. Cette formation n'eut pas d'existence en dehors des studios. Parmi les morceaux enregistrés, on peut citer Oriental Street qui est une de ses compositions. Il participe également à des séances de studio avec les Red Hot Peppers de Jelly Roll Morton.
Johnny St. Cyr enregistre un album sous son nom, Johnny Saint and his Hot Five, pour le label South, et le magazine Record Changer lui décerne en 1951 le All Time All Star Award pour le banjo.